# Гогуа, Гогита Хазизович
Гоги́та Хази́зович Го́гуа (груз. გოგიტა ხაზიზის ძე გოგუა; 4 сентября 1983, Чхороцку, Сванетия) — грузинский футболист, полузащитник клуба «Самегрело Чхороцку». Экс-игрок национальной сборной Грузии.

## Карьера

### Клубная

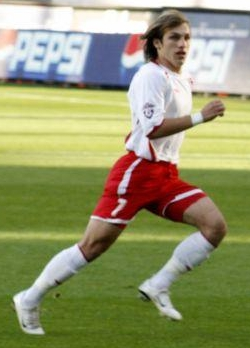
Молодой Гогуа, «Спартак» (Нальчик), 2008

Является воспитанником тбилисских школ «21 век» и «Динамо». Профессиональную карьеру игрока начал в 1999 году, когда в шестнадцатилетнем возрасте провёл один матч в составе команды первой грузинской лиги «Гурия» из Ланчхути. После чего в сезоне 2001/02 выступал в составе молодёжной команды тбилисского «Динамо», где двенадцать раз появлялся на поле. Вторую половину того сезона Гогита провёл в составе другой тбилисской команды «Мерани», однако там он практически не имел игровой практики, всего один раз за полгода появившись на поле. Первую полноценную игровую практику Гогуа получил когда в двадцатилетнем возрасте стал игроком столичного клуба «Тбилиси». За два сезона в команде он выходил на поле 41 раз, дважды забивал голы.
Вторую половину сезона 2005 года Гогуа провёл в составе клуба российской первой лиги — подмосковных «Химок», где провёл всего пять матчей. Перед началом следующего сезона подписал контракт с новичком российской премьер-лиги «Спартаком» из Нальчика, где сразу стал одним из основных игроков коллектива. Дебют Гогиты в высшей лиге России состоялся 18 марта 2006 года в домашнем поединке первого тура против действующего чемпиона страны — московских армейцев. Гогуа провёл на поле 61 минуту после чего был заменён Асланом Машуковым. Всего в том сезоне Гогуа 23 раза появлялся на поле в составе нальчан, дважды поразив ворота соперников в матчах с «Ростовом» и самарскими «Крыльями Советов».
Перед началом следующего сезона Гогита покинул клуб из Кабардино-Балкарии, заключив соглашение сроком на полгода с шотландским клубом «Хартс». Но трансфер сорвался так как Гогита не смог получить рабочую визу для въезда в Шотландию. После чего Гогуа пополнил ряды раменского «Сатурна». Но закрепиться в составе «инопланетян» ему не удалось, и спустя сезон Гогуа вернулся в Нальчик.
Во второй половине 2009 года был арендован у нальчан грозненским «Тереком», но, проведя всего пять встреч в составе команды, вернулся обратно. Всего же в составе «Спартака» в период с 2008 по 2010 годы провёл 61 матч, забив пять мячей. Перед началом сезона 2011/12 годов покинул Нальчик, заключив контракт с новичком российской премьер-лиги нижегородской «Волгой». Но, после смены руководства клуба, Гогуа, после ряда судебных разбирательств, покинул команду в статусе свободного агента.
После чего Гогита вернулся на родину — в Грузию, подписав соглашение с тбилисским «Динамо», где выступал до конца сезона. Перед началом сезона 2012/13 на правах аренды пополнил ряды другого грузинского клуба «Дила», где выступал один год.
По истечении срока контракта Гогуа вновь поехал в Россию, став игроком хабаровской «СКА-Энергии», выступающей в первой лиге страны. Дебют Гогиты в новом клубе состоялся 18 июля 2013 года в матче третьего тура первенства ФНЛ против московского «Торпедо».
Летом 2015 года вернулся в Грузию, в клуб «Дила», но в феврале 2016 подписал контракт с казахстанским клубом «Иртыш» из Павлодара. Сыграл в первом круге 12 матчей, проведя четыре гола и шесть голевых передач. в июне того же года покинул клуб, не договорившись с руководством павлодарцев о продлении контракта в его финансовой части.
Новой командой футболиста в том же июне стал шымкентский «Ордабасы», подписавший хавбека на 1,5 сезона. Но ровно через год полузащитник покинул команду.
В июне 2017 года Гогуа перешёл в кокшетауский «Окжетпес», сыграл 16 матчей, но клуб занял последнее место и вылетел в Первую лигу. Всего провёл в Казахстане за два сезона 50 игр и забил 6 голов.
29 января 2018 года Гогита Гогуа стал игроком петропавловского «Кызыл-Жар СК».

### В сборной
В национальной сборной дебютировал 9 февраля 2005 года в товарищеском матче против команды Литвы. Первый и единственный гол в составе сборной команды Гогита забил 12 ноября 2005 года на последней минуте товарищеского матча против команды Болгарии. 27 марта 2011 года, на следующий день после окончания отборочного матча к чемпионату Европы 2012 года против сборной Хорватии, между Гогитой и главным тренером грузинской команды Темури Кецбая произошёл конфликт, в результате которого игрок потерял место в составе национальной сборной.
Лучшей командой мира считает «Барселону», лучшим игроком — Месси.
| Матчи и голы Гогиты Гогуа за сборную Грузии | Матчи и голы Гогиты Гогуа за сборную Грузии | Матчи и голы Гогиты Гогуа за сборную Грузии | Матчи и голы Гогиты Гогуа за сборную Грузии | Матчи и голы Гогиты Гогуа за сборную Грузии | Матчи и голы Гогиты Гогуа за сборную Грузии | Матчи и голы Гогиты Гогуа за сборную Грузии |
| №                                           | Дата                                        | Место проведения                            | Соперник                                    | Счёт                                        | Голы                                        | Соревнование                                |
| ------------------------------------------- | ------------------------------------------- | ------------------------------------------- | ------------------------------------------- | ------------------------------------------- | ------------------------------------------- | ------------------------------------------- |
| 1                                           | 9 февраля 2005                              | Тбилиси                                     | Литва                                       | 1:0                                         | -                                           | Товарищеский матч                           |
| 2                                           | 26 марта 2005                               | Тбилиси                                     | Греция                                      | 1:3                                         | -                                           | Отборочный матч ЧМ-2006                     |
| 3                                           | 30 марта 2005                               | Тбилиси                                     | Турция                                      | 2:5                                         | -                                           | Отборочный матч ЧМ-2006                     |
| 4                                           | 3 сентября 2005                             | Тбилиси                                     | Украина                                     | 1:1                                         | -                                           | Отборочный матч ЧМ-2006                     |
| 5                                           | 7 сентября 2005                             | Копенгаген                                  | Дания                                       | 1:6                                         | -                                           | Отборочный матч ЧМ-2006                     |
| 6                                           | 12 октября 2005                             | Пирей                                       | Греция                                      | 0:1                                         | -                                           | Отборочный матч ЧМ-2006                     |
| 7                                           | 12 ноября 2005                              | София                                       | Болгария                                    | 2:6                                         | 1                                           | Товарищеский матч                           |
| 8                                           | 16 ноября 2005                              | Тбилиси                                     | Иордания                                    | 3:2                                         | -                                           | Товарищеский матч                           |
| 9                                           | 22 марта 2006                               | Тирана                                      | Албания                                     | 0:0                                         | -                                           | Товарищеский матч                           |
| 10                                          | 27 мая 2006                                 | Альтенкирхен                                | Новая Зеландия                              | 1:3                                         | -                                           | Товарищеский матч                           |
| 11                                          | 31 мая 2006                                 | Дорнбирн                                    | Парагвай                                    | 0:1                                         | -                                           | Товарищеский матч                           |
| 12                                          | 16 августа 2006                             | Тофтир                                      | Фарерские острова                           | 6:0                                         | -                                           | Отборочный матч ЧЕ-2008                     |
| 13                                          | 2 сентября 2006                             | Тбилиси                                     | Франция                                     | 0:3                                         | -                                           | Отборочный матч ЧЕ-2008                     |
| 14                                          | 6 сентября 2006                             | Киев                                        | Украина                                     | 2:3                                         | -                                           | Отборочный матч ЧЕ-2008                     |
| 15                                          | 7 октября 2006                              | Росток                                      | Германия                                    | 0:2                                         | -                                           | Товарищеский матч                           |
| 16                                          | 15 ноября 2006                              | Тбилиси                                     | Уругвай                                     | 2:0                                         | -                                           | Товарищеский матч                           |
| 17                                          | 7 февраля 2007                              | Тбилиси                                     | Турция                                      | 1:0                                         | -                                           | Товарищеский матч                           |
| 18                                          | 24 марта 2007                               | Глазго                                      | Шотландия                                   | 1:2                                         | -                                           | Отборочный матч ЧЕ-2008                     |
| 19                                          | 6 февраля 2008                              | Тбилиси                                     | Латвия                                      | 1:3                                         | -                                           | Товарищеский матч                           |
| 20                                          | 3 марта 2010                                | Тбилиси                                     | Эстония                                     | 2:1                                         | -                                           | Товарищеский матч                           |
| 21                                          | 11 августа 2010                             | Кишинёв                                     | Молдавия                                    | 0:0                                         | -                                           | Товарищеский матч                           |
| 22                                          | 3 сентября 2010                             | Пирей                                       | Греция                                      | 1:1                                         | -                                           | Отборочный матч ЧЕ-2012                     |
| 23                                          | 7 сентября 2010                             | Тбилиси                                     | Израиль                                     | 0:0                                         | -                                           | Отборочный матч ЧЕ-2012                     |
| 24                                          | 8 октября 2010                              | Тбилиси                                     | Мальта                                      | 1:0                                         | -                                           | Отборочный матч ЧЕ-2012                     |
| 25                                          | 12 октября 2010                             | Рига                                        | Латвия                                      | 1:1                                         | -                                           | Отборочный матч ЧЕ-2012                     |
| 26                                          | 9 февраля 2011                              | Лимасол                                     | Армения                                     | 2:1                                         | -                                           | Товарищеский матч                           |
| 27                                          | 26 марта 2011                               | Тбилиси                                     | Хорватия                                    | 1:0                                         | -                                           | Отборочный матч ЧЕ-2012                     |

Итого: 27 матчей / 1 гол; 9 побед, 6 ничьих, 12 поражений.
(откорректировано по состоянию на 27 марта 2011 года)

## Достижения
- Серебряный призёр чемпионата Грузии: 2012/13.

## Личная жизнь
Женат.

## Статистика выступлений
| Команда                 | Сезон            | Чемпионат        | Чемпионат | Чемпионат | Кубок | Кубок | Еврокубки | Еврокубки | Итого | Итого |
| Команда                 | Сезон            | Уров.            | Игры      | Голы      | Игры  | Голы  | Игры      | Голы      | Игры  | Голы  |
| ----------------------- | ---------------- | ---------------- | --------- | --------- | ----- | ----- | --------- | --------- | ----- | ----- |
| Гурия                   | 1999/00          | ?                | 1         | 0         | 0     | 0     | 0         | 0         | 1     | 0     |
| Динамо-2 (Тбилиси)      | 2001/02          | II               | 12        | 0         | 0     | 0     | 0         | 0         | 12    | 0     |
| Мерани                  | 2002/03          | I                | 1         | 0         | 0     | 0     | 0         | 0         | 1     | 0     |
| Тбилиси                 | 2003/04          | I                | 24        | 0         | 0     | 0     | 0         | 0         | 24    | 0     |
| Тбилиси                 | 2004/05          | I                | 17        | 2         | 0     | 0     | 1         | 0         | 18    | 2     |
| Тбилиси                 | Итого            | Итого            | 41        | 2         | 0     | 0     | 1         | 0         | 42    | 2     |
| Химки                   | 2005             | II               | 5         | 0         | 3     | 0     | 0         | 0         | 5     | 0     |
| Спартак (Нальчик)       | 2006             | I                | 23        | 2         | 1     | 0     | 0         | 0         | 24    | 2     |
| Сатурн (Раменское)      | 2007             | I                | 15        | 0         | 2     | 0     | 0         | 0         | 17    | 0     |
| Спартак-Нальчик         | 2008             | I                | 21        | 1         | 0     | 0     | 0         | 0         | 21    | 1     |
| Спартак-Нальчик         | 2009             | I                | 14        | 1         | 1     | 0     | 0         | 0         | 15    | 1     |
| Спартак-Нальчик         | 2010             | I                | 26        | 3         | 0     | 0     | 0         | 0         | 26    | 3     |
| Спартак-Нальчик         | Итого            | Итого            | 61        | 5         | 1     | 0     | 0         | 0         | 62    | 5     |
| Терек                   | 2009             | I                | 5         | 0         | 0     | 0     | 0         | 0         | 5     | 0     |
| Волга (Нижний Новгород) | 2011/12          | I                | 13        | 1         | 0     | 0     | 0         | 0         | 13    | 1     |
| Динамо (Тбилиси)        | 2011/12          | I                | 13        | 3         | 0     | 0     | 0         | 0         | 13    | 3     |
| Дила                    | 2012/13          | I                | 22        | 2         | 1     | 0     | 5         | 0         | 28    | 2     |
| СКА-Энергия             | 2013/14          | II               | 26        | 4         | 2     | 0     | 0         | 0         | 28    | 4     |
| СКА-Энергия             | 2014/15          | II               | 13        | 5         | 0     | 0     | 0         |           | 13    | 5     |
| СКА-Энергия             | Итого            | Итого            | 39        | 9         | 2     | 0     | 0         | 0         | 41    | 9     |
| Всего за карьеру        | Всего за карьеру | Всего за карьеру | 251       | 28        | 10    | 0     | 6         | 0         | 267   | 28    |

(откорректировано по состоянию на 3 ноября 2014 года)
Источники:
- Статистика выступлений взята со спортивного медиа-портала FootballFacts.ru